# Latimeriidae
Latimeriidae – rodzina morskich drapieżnych ryb mięśniopłetwych obejmująca 2 współcześnie żyjące gatunki (określane jako żywe skamieniałości) oraz liczne taksony kopalne.

## Występowanie
Współcześnie żyjące Latimeriidae spotykane są w wodach oceanicznych Południowej Afryki (Mozambik, Madagaskar, Komory) oraz Indonezji. Przebywają na stromych, skalistych brzegach. W ciągu dnia chronią się w jaskiniach (często w grupach) a żerują w nocy, pojedynczo na otwartym podłożu. Preferowana głębokość 180–220 m.
Taksony kopalne znane są z pokładów jury i kredy.

## Klasyfikacja
Rodzaje zaliczane do Latimeriidae (znakiem † oznaczono taksony wymarłe):
- †Holophagus
- Latimeria
- †Libys
- †Macropoma
- †Megalocoelacanthus
- †Swenzia
- †Ticinepomis